# Battaglione "Fulmine"
Il battaglione Fulmine fu un battaglione della Divisione fanteria di marina Xª, creato durante la Repubblica Sociale Italiana con personale dell'ex Regio Esercito proveniente principalmente dalla specialità dei bersaglieri e molti giovani volontari. Fu operativo dall'estate 1944 fino allo scioglimento il 30 aprile 1945 a Schio.

## Storia
Il battaglione Fulmine venne costituito nella primavera 1944 presso la caserma San Bartolomeo di La Spezia. Tale unità prese il suo nome dall'omonimo cacciatorpediniere della Regia Marina, e nelle intenzioni del suo fondatore, il tenente colonnello Luigi Carallo, avrebbe dovuto appartenere alla specialità dei bersaglieri, anche per la provenienza della maggior parte delle sue reclute iniziali. Sulla fiamma di combattimento di battaglione - infatti - il reparto aveva un elmetto con il piumetto tipico dei bersaglieri.
Inizialmente formato da due compagnie, fu inquadrato nel 2º reggimento Fanteria di Marina della costituenda Divisione Decima, svolse l'attività di addestramento a Pietrasanta nell'aprile 1944. Il reparto fu quindi coinvolto nella guerra civile contro le formazioni partigiane italiane, dislocato prima di presidio a Orio Canavese, poi in un ciclo operativo in Valle d'Aosta.
Il 29 luglio al reparto venne assegnata la sua terza compagnia, la Volontari di Francia, costituita da soldati di origine italiana o figli di emigrati provenienti dalla Francia.
Ad agosto e settembre le tre compagnie del battaglione vennero spostate in Piemonte, dove riprese l'attività di controguerriglia in particolare lungo il confine con la Francia, dove - secondo alcuni - subì defezioni e trasferimenti alla 29. Waffen-Grenadier-Division der SS che ridussero gli effettivi del battaglione. Dislocato prima a Moncalieri e quindi a Torino, il battaglione partecipò alle operazioni contro la Repubblica di Alba.
Posto per breve tempo a presidio di Asti, il battaglione fu quindi spostato a Conegliano Veneto da metà novembre 1944, da dove partecipò al ciclo operativo contro la Repubblica della Carnia, e quindi fu immediatamente trasferito a Gorizia dove poté godere di un breve periodo di riposo.

Un nido di mitragliatrici del Fulmine a Tarnova della Selva, gennaio 1945

Coinvolto quindi nell'Operazione Adler (dicembre 1944-gennaio 1945), il battaglione (sebbene a ranghi ridotti) venne quindi posto a presidio del borgo carsico di Tarnova della Selva, dove fu accerchiato da soverchianti forze partigiane. Assediato per due giorni dai partigiani jugoslavi, fu coinvolto in una serie di scontri passati alla storia come battaglia di Tarnova. Dopo due giorni di strenua difesa, i resti del battaglione furono soccorsi da colonne italotedesche provenienti da Gorizia e Sambasso, che - rompendo l'accerchiamento - riuscirono a mettere in salvo i superstiti del reparto.
Durante gli scontri di Tarnova, il Fulmine subì la perdita di 142 effettivi (86 caduti e 56 feriti), pari al 66% su un organico di 214 uomini, al 19 gennaio 1945. Il comandante della Xª Flottiglia MAS (RSI) Junio Valerio Borghese lo citò all'ordine del giorno e ne insignì la fiamma di combattimento di Medaglia d'Argento al Valor Militare della RSI.
Ridotto ad un terzo degli effettivi, il battaglione fu spostato a Conegliano dove si decise di non scioglierlo e ricostituirlo con nuove reclute, quindi a Carrè e Chiuppano (nei pressi di Thiene) dove rimase sostanzialmente fino alla fine delle ostilità. Nei giorni della fine di aprile 1945 il reparto si scisse - la compagnia Volontari di Francia si staccò da esso - e dopo aver tentato una manovra di sganciamento verso Pian delle Fugazze, il suo comandante decise di attendere l'arrivo degli alleati per arrendersi.
L'unità venne consegnata a Schio il 30 aprile 1945 all'88ª Divisione americana con l'onore delle armi.

## Equipaggiamento
Il reparto era dotato di armamento leggero di fanteria, mortai Brixia Mod. 35 da 45 mm e Breda da 81 mm e fuciloni Solothurn. Il Fulmine disponeva anche di un eterogeneo parco mezzi, con 10 motociclette, alcune autovetture ed autocarri. Nel ciclo operativo in Piemonte il reparto utilizzò anche un mezzo blindato di circostanza su telaio SPA AS 43.

## Caduti

I funerali dei caduti del Fulmine a Gorizia, il 30 gennaio 1945

I caduti del reparto assommano a 93, anche se si è ipotizzato possano essere più di 100.

## Stanziamento[2]
- marzo-aprile 1944 - La Spezia
- aprile-30 giugno - Pietrasanta
- luglio - Ivrea; Orio Canavese; San Vincenzo della Fonte; Ivrea
- agosto - Cuorgnè
- ottobre - Torino; Asti; Alba
- novembre-dicembre - Conegliano
- 20 dicembre-16 gennaio 1945 Gorizia
- 16 gennaio-24 gennaio Tarnova della Selva
- 24 gennaio-4 febbraio Gorizia
- 5 febbraio-7 marzo Conegliano
- 7 marzo-24 aprile Carrè-Chiuppano
- 24-29 aprile Thiene

## Cicli operativi[2]
- luglio-agosto 1944 - controguerriglia in Valle dell'Orco
- 5 novembre - riconquista di Alba
- novembre - controguerriglia in Valle dell'Orco
- 19 novembre-5 dicembre - riconquista della Carnia
- 21 dicembre 1944-primi di gennaio 1945 - Operazione Adler
- 19-21 gennaio 1945 - Battaglia di Tarnova

## Inno del battaglione
In seguito alla battaglia di Tarnova il Fulmine si diede un inno che celebrava l'impresa.
Canzone del battaglione Fulmine
Santa Gorizia le campane scioglie

e suona a gloria a darci il suo saluto.

Le donne ci sorridon dalle soglie,

come chi trova un dolce amor perduto.

Ma i migliori di noi non son tornati:

li abbiam sepolti in una fredda sera

sotto Tarnova, e dormono placati

nel sogno, avvolti dalla lor Bandiera.

Fulmine! Scatto, travolgo e vinco

è la tua impresa.

Sotto la Morte con la rosa in bocca,

chi può fermare l'anima protesa

verso le stelle, quando l'ora scocca?

Fulmine! Guizza di fiamma il tuo fulgente nome

sacro al fuoco, ora al Ciel vendicatore.

Femmina è la Vittoria e, per le chiome,

piegala a forza al bacio del tuo amore.
La spada abbiam raccolto sulla piana

di Tripoli, la spada di buon taglio

che impugnò vittorioso, a Bu Meliana,

Umberto Cagni. E in piedi è l'Ammiraglio

E ci addita la via: "Garibaldini

del mare avanti, avanti! Vincerà chi crede!"

E dietro l'orma sua cade Giombini,

gittando un fior di sangue alla sua Fede.

Fulmine! Scatto, travolgo e vinco...

Ove sei marinaio che l'orrore

di una resa infamante tu deridi

e respingi la vita oltre l'Onore

gridando "Italia! Decima!" e t'uccidi?

La vita è senza peso. Pura, eccelsa

la Patria è fiamma al nostro invitto amore.

Vale solo la spada, se con l'elsa

la mano chiusa sa impugnare il cuore!

Fulmine! Scatto, travolgo e vinco...